# Penama
Penama är en provins i Vanuatu. Dess huvudstad är Saratamata. Den har en yta på 1 198 km2, och den hade 32 575 invånare år 2013.